# 日産ディーゼル・FJ

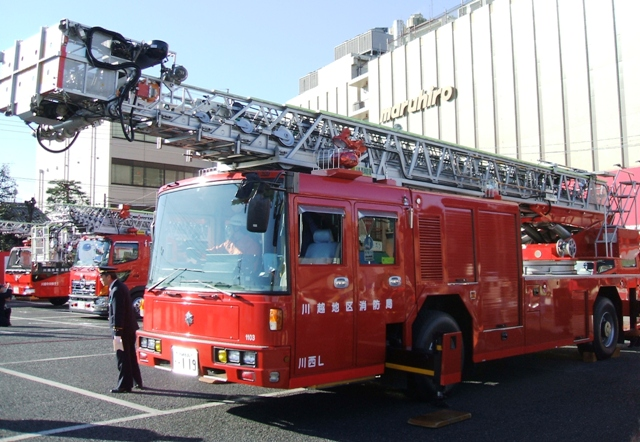
FJ552LN（川越地区消防局）

FJはUDトラックス（旧「日産ディーゼル工業」）が製造するはしご車専用シャーシである。

## 概要
ラフテレーンクレーンをベースにしたAZ、AX型の後継として登場。4WS（逆位相による最小回転半径の縮小だけでなく、同位相による「カニ足走行」も可）、オートマチックトランスミッション、油圧式サスペンションを装備している。車体（キャビン）はバス用がベースとなっており、主に日本機械工業のはしご車用だが、少数ながらモリタの架装例も存在する。タイヤは425/65R22.5というスーパーワイドタイヤを標準装備。なお、近年では車両重量と軸重の保安基準緩和を受けたもの(それぞれ25t,10t以上)は445/65R22.5というタイヤを装備する。
はしごは30mから40mまで存在し、3軸仕様は存在せず、全車2軸仕様となっている。尚、東京消防庁には1台も配備されていない。

## 歴史

### FJ550LN
1998年登場。エンジンはV型8気筒のRH8型を搭載。オートマチックトランスミッションは5速仕様で、前面警光灯はバンパーに埋め込まれた。

### FJ552LN
2000年12月に平成11年排出ガス規制と中期安全ブレーキ規制に適合し、FJ552LNとなる。コーナリングランプの形状が富士重工業（現:SUBARU）のバス用車体と共通のものに変更された。
2003年富士重工業のバス車体製造撤退により、西日本車体工業製の車体がベースとなった。尚、千葉県四街道市消防本部には特注でビッグサム用のディスチャージヘッドランプを装備した車両が導入されている。

### FJ483LN
2008年平成17年度排出ガス規制に適合。エンジンもGE13（13リッター直6ターボ）、尿素SCRを搭載。オートマチックトランスミッションは5速から6速に変更になった。